# النقوب (شبوة)
النقوب هي إحدى قرى الجمهورية اليمنية. تتبع جغرافيا لمحافظة شبوة و إداريًا لمديرية عسيلان. يبلغ تعداد سكانها 3094 نسمة حسب الإحصاء الذي جرى عام 2004.